# MASILugano
1 LAC - Lugano Arte Cultura, Piazza Bernardino Luini 6,
2 Palazzo Reali, via Canova 10
3 Collezione Giancarlo e Danna Olgiati, Riva Caccia 1
Il MASILugano – Museo d'arte della Svizzera italiana, noto anche come MASI – è un museo d'arte con sede nel centro culturale LAC Lugano Arte e Cultura e a Palazzo Reali a Lugano in Canton Ticino. Il museo è stato fondato nel 2015 ed è nato dall'unione tra il Museo Cantonale d'Arte e il Museo d'Arte della Città di Lugano. Il museo collabora con la Collezione Giancarlo e Danna Olgiati e fa parte della selezione "Art Museums of Switzerland".

## Storia
Il MASI nasce nel 2015 dall'unione tra il Museo Cantonale d'Arte e il Museo d'Arte della Città di Lugano.

### Museo Cantonale d'Arte

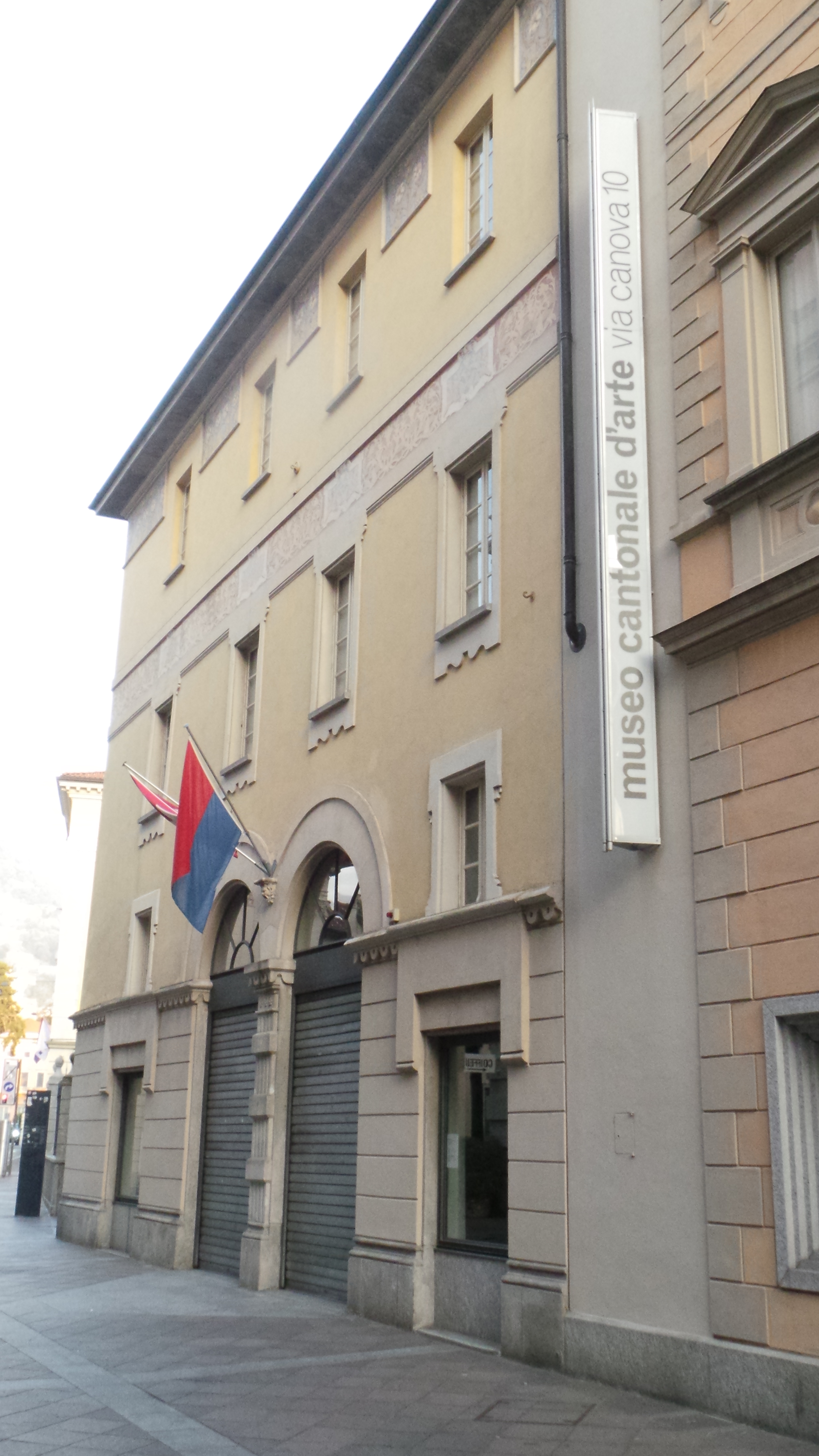
Il museo cantonale d'arte a Palazzo Reali ora una sede del MASI

Il Museo Cantonale d'Arte (MCA) nasce nel 1987 con sede a Palazzo Reali in via Canova a Lugano. L'idea del museo era in realtà già stata proposta nel 1892 dalla Commissione direttrice della Società Ticinese di Belle Arti che voleva si creasse un museo nella chiesa di Santa Maria degli Angioli di Lugano; la proposta non era però stata realizzata anche se era stata sostenuta dagli architetti Antonio Battaglini e dall’architetto Guidini. Nel 1942 Pietro Chiesa scrive a sostegno della nascita di un museo unico per l'intero cantone:
Il 20 febbraio 1953 veniva dichiarata la necessità di costruire un museo d'arte in occasione del 150º anniversario dell'indipendenza cantonale; il 23 aprile 1956 viene approvata dal Gran Consiglio la donazione al Cantone di Palazzo Reali; nel febbraio 1979 viene pubblicato il Decreto legislativo per la ristrutturazione del palazzo che aprirà nel 1987. Il mandato istituzionale era sancito nel regolamento del 22 marzo 1989:
a) l'acquisizione, la conservazione e l'esposizione al pubblico di opere con particolare attenzione al patrimonio artistico cantonale;
b) l'organizzazione di manifestazioni culturali (esposizioni temporanee, conferenze, ecc.) e la partecipazione a iniziative promosse da terzi;
c) la sorveglianza e la conservazione delle opere di proprietà del Cantone;
d) la collaborazione con le scuole, gli enti, le associazioni e le persone che operano nel settore delle arti figurative con scopi di interesse pubblico.»
Dalla sua nascita nel 1987 al 2015 il museo promuove un totale di 110 mostre (40% delle quali dedicate ad artisti ticinesi); accoglie circa 525'000 visitatori, organizza oltre 200 conferenze e convegni; pubblica 63 cataloghi e svolge più di cento visite guidate all'anno.
La sede espositiva di Palazzo Reali viene chiusa nel 2016 in vista dell'apertura al MASI e per la ristrutturazione della sede.

### Museo d'Arte della Città di Lugano

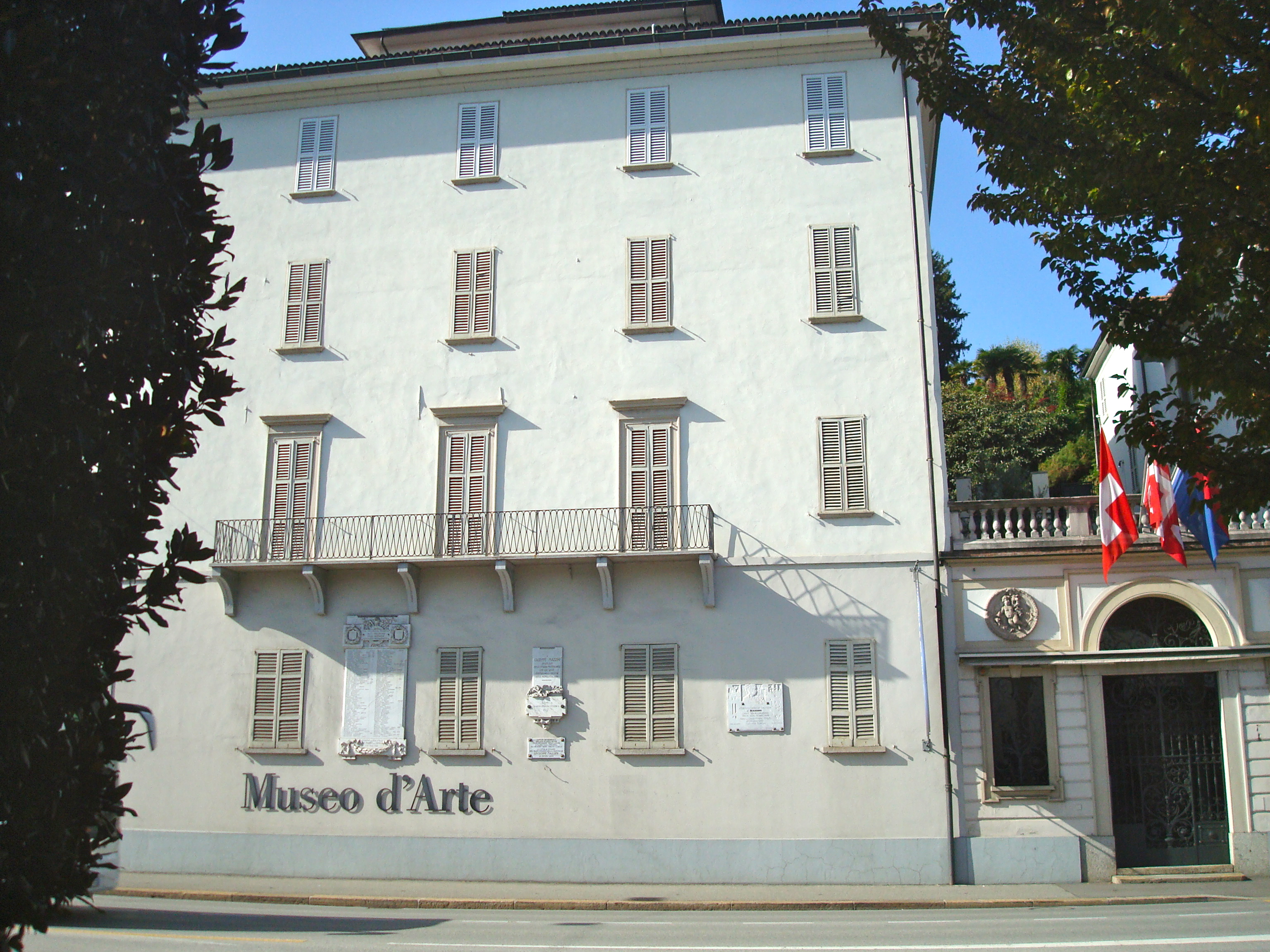
Il museo d'arte della città di Lugano presso Villa Mapensata ora sede del Museo delle culture

Il Museo d'Arte della Città di Lugano (Md'A di Lugano) nasce nel 1992 a Villa Malpensata prima con il nome di Museo d’Arte Moderna e a partire dal 2008 con il nome di Museo d’Arte. Il museo prende avvio nel 1893 con la donazione di Antonio Caccia alla Città di Lugano della sua collezione di oggetti d'arte e di Villa Malpensata, con la volontà che questa diventi sede di un museo. Nel 1912 viene realizzata una prima esposizione a Villa Malpensata. Nel 1933 viene aperta a Villa Ciani il Museo Civico di Belle Arti-Fondazione Caccia. Nel 1968 la città di Lugano crea il Dicastero Musei e Cultura con il compito di creare e produrre eventi culturali e artistici. Nel 1973 si conclude il restauro di Villa Mapensata che diventa sede delle esposizioni della città di Lugano. Il museo non ha un vero e proprio regolamento ma nei documenti si definisce la missione:
Il museo assume progressivamente rilevanza internazionale specialmente dopo aver dovuto compensare la cessazione delle attività della Pinacoteca Von Thyssen all'inizio degli anni Novanta.
Dal 1974 al 1992 Villa Malpensata ospita 20 espoizioni; successivamente vengono organizzata una media di 2,5 esposizioni all'anno producendo 80 esposizioni tra il 1992 e il 2015 nelle sedi di Villa Ciani e Villa Mapensata; sono prodotte 58 pubblicazioni e l'istituzione ha una biblioteca di 6'500 volumi. I visitatori dal 1990 al 1999 sono complessivamente 547'558; dal 2000 al 2013 sono 602'560 per un totale complessivo di 1'150'118.
L'attività del Museo d’Arte cessa nel 2014 in vista dell'apertura del MASI.

### Collezione Giancarlo e Danna Olgiati
Nel 2012 viene inaugurato uno spazio dedicato alla Collezione Giancarlo e Danna Olgiati, le cui opere sono anche a disposizione del Museo d’Arte e del Museo Cantonale d’Arte per esposizioni e prestiti.

### Unione tra Museo Cantonale d'Arte e Museo d'Arte della Città di Lugano
Nel 2005 si avviano i primi incontri per progettare l'unione tra il Museo Cantonale d'Arte e Museo d'Arte della Città di Lugano e nel 2006 viene organizzato su questo tema il convegno “Politiche culturali e musei oggi: modelli e prospettive”.
Nel 2010 viene firmata una collaborazione tra il Cantone Ticino e la città di Lugano per creare sinergie tra il Museo Cantonale d’Arte e il Polo culturale di Lugano nella prospettiva della creazione del centro culturale LAC. A partire dal 2012 i due musei iniziano a operare sotto una direzione congiunta. Il 9 novembre 2015 viene creata la Fondazione Museo d'arte della Svizzera Italiana che ha il compito di gestire il MASI; la fondazione è diretta da un Consiglio di Fondazione. Secondo il messaggio municipale della città di Lugano e il messaggio del Consiglio di Stato verso il Gran Consiglio, l'unione dei musei concede "maggiore agilità e maggiore impatto alla programmazione espositiva dei due istituti", rinforzando quindi la missione delle due istituzioni museali che è quella di "valorizzazione dell'identità storica e culturale del territorio, mantenendo nel contempo un livello internazionale delle esposizioni temporanee".

### Nascita del MASI Museo d’arte della Svizzera italiana
Il MASI Museo d’arte della Svizzera italiana viene inaugurato al LAC nel 2015. Come dichiarato nel Secondo il messaggio municipale della città di Lugano e il messaggio del Consiglio di Stato verso il Gran Consiglio:
La creazione del MASI Museo d’arte della Svizzera italiana con la fusione dei precedenti musei nasce esplicitamente per il LAC.
Nel 2019 viene riaperta la sede di Palazzo Reali dopo la ristrutturazione. Il MASI entra a far parte degli "Art Museums of Switzerland", i musei selezionati da Svizzera Turismo. 

## Descrizione
Obiettivi e linee espositive del Museo d'Arte della Svizzera italiana sono indicate nel 2015 nel messaggio municipale della città di Lugano e il messaggio del Consiglio di Stato verso il Gran Consiglio:
contemporanea, nelle diverse forme e tecniche espressive, dedicando attenzione sia agli artisti giovani ed emergenti, sia a quelli già storicizzati, ai temi attuali e futuri delle arti e della società, proponendo esposizioni interdisciplinari in collaborazione con il settore del teatro e della musica.»
I valori del museo sono quelli del LAC:
2. Impegno sul territorio. Il Museo s'impegna responsabilmente per contribuire alla crescita culturale ed economica della società.
3. Funzione pubblica. Il Museo orienta la propria azione verso una gestione delle risorse efficace, efficiente ed eticamente orientata, conscio dei significati che appartengono alla funzione pubblica.
4. Qualità, creatività e innovazione. Il Museo persegue la qualità senza compromessi e incentiva la creatività e l'innovazione con attenzione alle nuove generazioni.»
Il MASI è uno dei musei svizzeri sostenuti dall’Ufficio federale della cultura ed è anche uno degli "Art Museums of Switzerland", il gruppo di musei selezionati da Svizzera Turismo per promuovere l’immagine culturale del Paese in tutto il mondo.

### Organizzazione
La conduzione del MASI è affidata dal Cantone Ticino e dalla Città di Lugano alla Fondazione Museo d'arte della Svizzera Italiana creata nel 2015 e di cui cantone e città sono i fondatori. La fondazione ha come obiettivi
- la valorizzazione e lo studio del patrimonio artistico del Cantone Ticino e il sostegno della produzione artistica locale di qualità;
- la conservazione e lo studio delle opere d'arte in gestione alla Fondazione;
- l'acquisizione di opere d'arte da destinare alle collezioni degli enti fondatori;
- l'esposizione al pubblico di opere d'arte di interesse locale, nazionale e internazionale;
- l'organizzazione di manifestazioni culturali (esposizioni temporanee, conferenze ecc.) e la partecipazione ad iniziative promosse da terzi;
- la collaborazione con le scuole, gli enti, le associazioni e le persone che operano nel settore delle arti figurative e visive con scopi di interesse pubblico.

La fondazione è diretta da un Consiglio di Fondazione all'interno del quale vi sono i rappresentanti due rappresentanti di Cantone Ticino e Città di Lugano, il presidente della Commissione scientifica del MASI Lugano, rappresentante dell'Associazione dei Musei Svizzeri, collezionisti privati, esperti e un rappresentante dell’associazione ProMuseo. 
| Presidente del Consiglio di fondazione | Periodo |
| -------------------------------------- | ------- |
| Carmen Giménez                         |         |

La fondazione ha come
La città di Lugano e il Cantone Ticino hanno il ruolo di mandanti istituzionali; collezioni e immobile rimangono di proprietà dei rispettivi fondatori.
Il museo è dotato di una Commissione scientifica e la direzione operativa ha un unico direttore. 
| Direttore del MASI                  | Periodo   |
| Marco Franciolli (Bellinzona, 1956) | 2010-2016 |
| Tobia Bezzola (Berna, 1961)         | 2018-     |

Il museo è sostenuto da ProMuseo (Associazione Amici Sostenitori del Museo d’arte della Svizzera italiana), un'associazione già creata nel 1993. L'associazione contribuisce anche all'acquisto di opere.

### Edifici
MASILugano consta di due sedi, il centro culturale LAC Lugano Arte e Cultura e Palazzo Reali. Inoltre il museo collabora con la Collezione Giancarlo e Danna Olgiati che ha sede in via Riva Caccia 1, in uno spazio adiacente al centro culturale LAC.
La sede espositiva LAC, realizzata secondo il piano sviluppato dall'architetto svizzero Ivano Gianola, è distribuita su tre livelli con una superficie espositiva di circa 2500 metri quadrati, 650 dei quali interrati; un piano è dedicato alla collezione permanente, mentre i due restanti sono dedicati a mostre temporanee volte ad approfondire l'arte moderna e la ricerca contemporanea.
La sede LAC ospita inoltre una sala concertistica e teatrale da mille posti.
La sede di Palazzo Reali, inaugurata nel 1987 e ristrutturata nel 2019, è un edificio storico situato nel centro di Lugano che si sviluppa su tre piani per una superficie complessiva di 900 metri quadrati. Palazzo Reali è la storica sede del Museo Cantonale d'Arte. La sede viene ristrutturata dal 2016 e riapre nel 2019. In questa sede sono collocati gli uffici del personale del museo, un atelier creativo, un laboratorio di restauro e una biblioteca.
| Sedi                                   | Indirizzo                 | Spazi espositivi | Biglietto           |                                                                                   |
|                                        | Piazza Bernardino Luini 6 | 1'900 m2         | CHF 20/16           |                                                                                   |
|                                        | via Canova 10             | 900 m2           | CHF 8/6             | Inaugurato nel 1987 come sede del Museo Cantonale d'arte e ristrutturato nel 2019 |
| (Collezione Giancarlo e Danna Olgiati) | via Riva Caccia           |                  | gratuito            |                                                                                   |
|                                        |                           |                  | Combinato CHF 24/19 |                                                                                   |

### Collezioni
La collezione del MASI copre un periodo temporale che va dalla fine del Quattrocento all'arte contemporanea, con particolare attenzione al panorama svizzero e italiano dei secoli '800 e '900. La collezione è costituita dalla Collezione dello Stato del Cantone Ticino, dalla Collezione della Città di Lugano e dalla Collezione Giancarlo e Danna Olgiati. Le opere in dotazione al museo sono circa 14.000.
La Collezione dello Stato del Cantone Ticino è costituita da 2.936 opere del Museo Cantonale d'Arte e 1.978 opere distribuita in varie sedi e negli uffici e locali dell'amministrazione cantonale.
La collezione della Città di Lugano si compone di circa 8.000 opere, acquisti effettuati dal Museo d'Arte di Lugano (ai quali era preposta la Commissione della Fondazione Caccia), donazioni e comodati (Antonio Caccia, Gottfried Keller, eredi Chiattone, Millich Fassbind, Aligi Sassu e Helenita Olivares; Wilhelm Schmid...), per un valore di circa 70 milioni di franchi.
La Collezione Giancarlo e Danna Olgiati è costituita da circa 200 opere dal primo Novecento al presente con particolare attenzione all’arte italiana e al Nouveau Réalisme. La collezione è oggetto ogni anno nuovi allestimenti all'anno ed è presentata attraverso esposizioni temporanee che approfondiscono l'opera di specifici artisti. La collezione è in usufrutto alla Città di Lugano dal 2012 e nel 2018 sono state donate al MASI 76 opere.
| Descrizione                                                                                              | 2016 | 2017 | 2018  | 2019  | 2020  | 2021  |
| --- | ---- | ---- | ----- | ----- | ----- | ----- |
| Opere amministrate                                                                                       |      |      | 2.415 | 1.583 | 1.176 | 1.199 |
| Opere movimentate per mostre temporanee MASI                                                             |      |      | 1.221 |       |       |       |
| Opere ricevute in prestito per le mostre temporanee                                                      |      |      |       | 744   | 642   | 660   |
| Opere della collezione visionate, monitorate ed elaborate (totale)                                       |      |      |       | 145   | nn    | 539   |
| Prestiti in uscita in Svizzera e all’estero (preparazione, conservazione, accompagnamento, monitoraggio) |      |      | 76    | 107   | 84    | 46    |
| Opere conservate e restaurate                                                                            |      |      |       |       |       | 67    |
| Opere elaborate per edifici pubblici e uffici amministrativi di città e cantone                          |      |      |       | 55    | 199   | 68    |
| Opere verificate, schedate, spolverate e riorganizzate nei depositi                                      |      |      | 1.000 | 500   | 251   | 178   |
| Sculture monumentali della collezione, città di Lugano                                                   |      |      |       | 31    | nn    | nn    |
| Opere conservate e restaurate per permanente a Villa Ciani                                               |      |      | 25    |       |       |       |

### Esposizioni
L'attività del MASI si concentra sulle esposizioni ed include grandi esposizioni monografiche, collettive tematiche, panoramiche storiche, mostre di giovani artisti e approfondimenti basti sulle opere della collezione. Come definito nel messaggio municipale della città di Lugano e il messaggio del Consiglio di Stato verso il Gran Consiglio del 2015:
Le esposizioni sono correlate da pubblicazioni e cataloghi.

#### Esposizioni al LAC
Il MASI presenta circa 4 esposizioni all'anno presso il LAC. La sede del LAC è pensata per esposizioni focalizzati sull’arte del XX e XXI secolo, a partire dalle avanguardie fino all'arte contemporanea. Nella pianificazione del 2015 il LAC ospita le esposizioni più impegnative dal punto di vista logistico e finanziario e sono definite specifiche linee espositive:
- Collezioni. Uno spazio permanente del LAC dedicato alle collezioni di Cantone e Città. L'allestimento non è fisso ma con variazioni; all'interno di questo spazio sono inoltre presentate le nuove acquisizioni.
- Mostre temporanee
  - mostre tematiche
  - esposizioni monografiche dedicate a maestri del XX secolo
  - esposizioni monografiche dedicate a protagonisti dell'arte contemporanea
  - fotografia
  - nuovi media
  - design e architettura
  - mediazione culturale

| Titolo | Artisti | Curatela | Data                                                      |
| Paul Klee. La collezione Sylvie e Jorge Helft                                                                  | Paul Klee | | 04.09.2022–08.01.2023                                     |
| Marcel Broodthaers – Poesie industriali                                                                        | Marcel Broodthaers | Dirk Snauwaert e Charlotte Friling, presentazione al MASI Lugano a cura di Francesca Benini in collaborazione con Maria Gilissen Broodthaers, Marie-Puck Broodthaers e Succession Marcel Broodthaers. In collaborazione con WIELS, Bruxelles                                                                 | 01.05–13.11.2022                                          |
| Dal vero. Fotografia svizzera del XIX secolo                                                                   | | Martin Gasser e Sylvie Henguely. In collaborazione con Fotostiftung Schweiz, Winterthur e Photo Elysée, Losanna, | 03.04–03.07.2022                                          |
| Albert Oehlen – “grandi quadri miei con piccoli quadri di altri”                                               | Richard Artschwager, Hans Bellmer, Peter Brüning, Gernot Bubenik, Gino de Dominicis, Willem de Kooning, Michaela Eichwald, Bruno Goller, John Graham, Duane Hanson, Jever, Hans Josephsohn, Martha Jungwirth, Mike Kelley, Konrad Klapheck, Ferdinand Kriwet, Eugène Leroy, Richard Lindner, Paul McCarthy, Birgit Megerle, Malcolm Morley, Albert Oehlen, Markus Oehlen, Ed Paschke, Joyce Pensato, Richard Phillips, Christina Ramberg, Daniel Richter, Matthias Schaufler, Julian Schnabel, Hans Schweizer, Rebecca Warren, Franz West, Karl Wirsum | Albert Oehlen | 05.09.2021–20.02.2022                                     |
| Nicolas Party. Rovine                                                                                          | Nicolas Party | | 27.06.2021–09.01.2022                                     |
| Sentimento e osservazione Arte in Ticino 1850-1950. Le collezioni del MASI. Collezione permanente              | Cuno Amiet, Pietro Anastasio, Albert Anker, Edoardo Berta, Umberto Boccioni, Costante Borsari, Eugène Boudin/ Alexandre Calame, Paul Camenisch, Carlo Carrà, Gustave Eugène Castan, Luigi Chialiva, Adolf Dietrich, Leonardo Dudreville, Conrad Felixmüller, Leonor Fini, Filippo Franzoni, Achille Funi, Augusto Giacometti, Giovanni Giacometti, Ferdinand Hodler, Karl Hofer, Moïse Kisling, Emilio Longoni, Claude Monet, Luigi Monteverde, Albert Müller, Cherubino Patà, Camille Pissarro, Anita Rée, Hans Richter, Christian Rohlfs, Luigi Rossi, Henri Rousseau, Alberto Salvioni, Hermann Scherer, Wilhelm Schmid, Richard Seewald, Mario Sironi, Adolf Stäbli, Niklaus Stoecklin, Félix Vallotton, Marianne von Werefkin, Robert Zünd | | 09.05.2021–31.12.2023                                     |
| Capolavori della Fotografia Moderna 1900-1940. La collezione Thomas Walther del Museum of Modern Art, New York | Tra i quali André Kertész, Germaine Krull, Franz Roh, Willi Ruge, Maurice Tabard, Umbo e Edward Weston | | 25.04–01.08.2021                                          |
| that’s the only way i can come by nora turato                                                                  | Nora Turato | | 05.12.2020–24.01.2021                                     |
| Beni Bischof. Intensity Intensifies                                                                            | Beni Bischof | | 05.12.2020–10.01.2021                                     |
| Braschler/Fischer. Divided We Stand                                                                            | Mathias Braschler e Monika Fischer | | 17.10–22.11.2020                                          |
| Hans Josephsohn                                                                                                | Hans Josephsohn | Ulrich Meinherz e Lukas Furrer. In collaborazione con il Kesselhaus Josephsohn di San Gallo | 19.09.2020–21.02.2021                                     |
| PAM Paolo Mazzuchelli. Tra le ciglia                                                                           | Paolo Mazzuchelli | Cristina Sonderegger | 06.09.2020–21.02.2021                                     |
| Lois Hechenblaikner. Ischgl and more. A pop-up project(ion)                                                    | Lois Hechenblaikner | | 26.06–04.10.2020                                          |
| Julian Charrière. Towards No Earthly Pole                                                                      | Julian Charrière | Francesca Benini. In collaborazione con l’Aargauer Kunsthaus | 27.10.2019-15.03.2020                                     |
| William Wegman. Being Human                                                                                    | William Wegman | In collaborazione con Foundation for the Exhibition of Photography | 8.09.2019-23.02.2020                                      |
| Sublime. Luce e paesaggio intorno a Giovanni Segantini                                                         | Giovanni Segantini, Giovanni Battista Innocente Colomba, Joseph Mallord William Turner, John Constable, Alexandre Calame, Gustave Eugène Castan, Karl Heilmayer, Ferdinand Hodler, Filippo Franzoni, Giovanni Segantini, Luigi Rossi, Roberto Donetta, Edoardo Berta, Giovanni Giacometti, Gioachimo Galbusera, Umberto Boccioni, Leonardo Dudreville, Giuseppe Foglia, Giovanni Bianconi, Luigi Taddei, Balthasar Burkhard, Matthias Brunner, Not Vital, Monica Studer, Christoph van den Berg, Anders Guggisberg, Andreas Lutz, Silvano Repetto | Francesca Benini e Cristina Sonderegger | 25.08-10.11.2019                                          |
| Gertsch–Gauguin–Munch. Cut in Wood                                                                             | Franz Gertsch, Paul Gauguin e Edvard Munch | Franz Gertsch e Tobia Bezzola | 12.05–22.09.2019                                          |
| Hodler–Segantini–Giacometti. Capolavori della Fondazione Gottfried Keller                                      | Giovani Serodine, Giuseppe Antonio Petrini, Jean-Étienne Liotard, Caspar Wolf, Johann Heinrich Füssli, Jacques Sablet, Louis-Léopold Robert, Charles Gleyre, Alexandre Calame, Albert Anker, Barthélemy Menn, Arnold Böcklin, Robert Zünd, Rudolf Keller, Frank Buchser, Otto Frölicher, Ferdinand Hodler, Filippo Franzoni, Giovanni Segantini, Albert Welti, Félix Vallotton, Giovanni Giacometti, Max Buri, Cuno Amiet, Alice Bailly, Réne Auberjonois, Adolf Dietrich, Otto Meyer-Amden, Johannes Itten, Albert Müller, François Barraud, Alberto Giacometti | Tobia Bezzola e Francesca Benini. In collaborazione con Museo nazionale di Zurigo e l’Ufficio federale della cultura | 24.03–28.07.2019                                          |
| Surrealismo Svizzera                                                                                           | Otto Hans Abt, Hans Arp, Karl Ballmer, Walter Bodmer, Serge Brignoni, Hans Erni, Alberto Giacometti, Henriette Grindat, Paul Klee, Le Corbusier, Leo Leuppi, Ernst Maass, Walter Johann Moeschlin, Max von Moos, Meret Elisabeth Oppenheim, Ricco (Erich Wassmer), Werner Schaad, Hans Rudolf Schiess, Sonja Sekula, Kurt Seligmann, Anita Spinelli, André Thomkins, Otto Tschumi, Jean-Pierre Viollier, Gérard Vulliamy, Walter Kurt Wiemken | Progetto al MASI a cura di Tobia Bezzola, direttore e Francesca Benini, MASI, collaboratrice scientifica. Progetto all’Aargauer Kunsthaus a cura di Peter Fischer, storico dell’arte e Julia Schallberger, Aargauer Kunsthaus, collaboratrice scientifica. In collaborazione con Aargauer Kunsthaus di Aarau | 10.02–16.06.2019                                          |
| Vera Trachsel. Sempatap – Premio Manor Ticino 2018                                                             | Vera Trachsel | Elio Schenini | 27.10.2018–17.02.2019                                     |
| La scultura nella Collezione                                                                                   | | Elio Schenini | 02.10–16.12.2018                                          |
| Magritte. La Ligne de vie                                                                                      | René Magritte | Guido Comis, Julie Waseige, Xavier Canonne | 16.09.2018–06.01.2019                                     |
| Balthasar Burkhard                                                                                             | Balthasar Burkhard | In collaborazione con Museum Folkwang, Essen, Fotomuseum Winterthur, Fotostiftung Schweiz | 10.06–30.09.2018                                          |
| Noi e il MASI. Donazione Giancarlo e Danna Olgiati                                                             | Stefano Arienti, Francesco Barocco, Adriana Beretta, Riccardo Beretta, Livio Bernasconi, Christian Boltanski, Vincenzo Cabiati, Pierpaolo Campanini, Gianni Caravaggio, Roberto Ciaccio, Daniela De Lorenzo, Liu Ding, Martin Disler, Edmondo Dobrzanski, Chiara Dynys, Shannon Ebner, Lux Feininger, Francesco Gennari, Karl Haendel, Urs Lüthi, Amedeo Martegani, Flavio Paolucci, Perino & Vele, Luciano Rigolini, Xanti Schawinsky, Loredana Sperini, Luigi Veronesi | Marco Franciolli | 22.04–29.07.2018                                          |
| Picasso. Uno sguardo differente                                                                                | Pablo Picasso | Carmen Giménez. In collaborazione con il Musée national Picasso-Parigi | 18.03–17.06.2018                                          |
| Wolfgang Laib                                                                                                  | Wolfgang Laib | Marco Franciolli in collaborazione con Francesca Bernasconi | 03.09.2017-18.02.2018                                     |
| Sulle vie dell’illuminazione. Il mito dell’India nella cultura occidentale 1808-2017                           | | Elio Schenini | 24.09.2017–21.01.2018                                     |
| La collezione                                                                                                  | | | 24.06–20.08.2017                                          |
| Boetti/Salvo. Vivere lavorando giocando                                                                        | Alighiero Boetti e Salvo | Bettina Della Casa | 09.04–27.08.2017                                          |
| Craigie Horsfield. Of the Deep Present                                                                         | Craigie Horsfield | Marco Franciolli con Edwin Jacobs e Charlotte Schepke. In collaborazione con il Centraal Museum di Utrecht | 12.03–02.07.2017                                          |
| Meret Oppenheim. Opere in dialogo da Max Ernst a Mona Hatoum                                                   | Meret Oppenheim | Guido Comis in collaborazione con Maria Giuseppina Di Monte | 12.02–28.05.2017                                          |
| Marco Scorti. Premio Manor Ticino 2016                                                                         | Marco Scorti | Elio Schenini | 12.11.2016–12.02.2017                                     |
| Antonio Calderara. Una luce senza ombre                                                                        | Antonio Calderara | Elio Schenini | 01.10.2016–22.01.2017                                     |
| Paul Signac. Reflections on Water                                                                              | Paul Signac | Marina Ferretti Bocquillon. In collaborazione con la Fondation de l’Hermitage di Losanna | 04.09.2016–08.01.2017                                     |
| And Now the Good News. Opere dalla collezione Annette e Peter Nobel                                            | | Elio Schenini e Christoph Doswald | 28.05–15.08.2016                                          |
| La collezione. Nuove consonanze                                                                                | | | 27.02.2016–12.02.2017                                     |
| Aleksandr Rodčenko                                                                                             | Aleksandr Rodčenko | Ol’ga Sviblova. in collaborazione con Moscow House of Photography/ Multimedia Art Museum | 27.02–08.05.2016                                          |
| Markus Raetz                                                                                                   | Markus Raetz | Francesca Bernasconi | 30.01 – 01.05.2016                                        |
| Zimoun | Zimoun | Guido Comis | 12.09.2015–10.01.2016                                     |
| Anthony McCall. Solid Light Works                                                                              | Anthony McCall | Bettina Della Casa | 12.09.2015–31.01.2016                                     |
| Orizzonte Nord-Sud. Protagonisti dell’arte europea ai due versanti delle Alpi 1840-1960                        | Albert Anker, Arnold Böcklin, Giorgio de Chirico, Lucio Fontana, Alberto Giacometti, Ferdinand Hodler, Paul Klee, Giorgio Morandi, G.B. Piranesi, Medardo Rosso, Giovanni Segantini, J.M.W. Turner, Adolfo Wildt, Caspar Wolf | Marco Franciolli e Guido Comis | 12.09.2015–10.01.2016. Mostra inaugurale del MASI al LAC. |

Nel 2021 è stata realizzata l'esposizione esclusivamente online Silvano Repetto. Proiezioni inutili (30.01–28.02.2021).

#### Esposizioni a Palazzo Reali
La sede di Palazzo Reali si concentra sulla storia dell’arte del territorio e sulla valorizzazione di nuclei specifici delle collezioni.
Lo spazio di Palazzo Reali ha interrotto la sua programmazione dal 2016 a fine 2019. Lo spazio ospita le personale dei vincitori dei premi Premio Culturale Manor Ticino e Bally Artist Award.
| Titolo                                                                                | Artisti | Curatela | Data                  |
| Lucas Herzig e spesso intendo sempre. Premio Culturale Manor Ticino 2022              | Lucas Herzig | | 23.10.2022–19.02.2023 |
| La Collezione                                                                         | Umberto Boccioni, Carlo Bossoli, Alexandre Calame, Filippo Carcano, Luigi Conconi, Joos de Momper, Aldo Feragutti Visconti, Filippo Franzoni, Gioachimo Galbusera, Karl Heilmayer, Maestro di Lonigo, Georges Michel, Pier Francesco Mola, Marco Palmezzano, Giuseppe Antonio Petrini,Ambrogio Preda, Giovanni Pietro Rizzoli, detto Giampietrino, Tommaso Rodari, Luigi Rossi, Mariano d’Agnolo Romanelli, Salomon van Ruysdael, Seguace di Carlo Crivelli, Giovanni Serodine, Cesare Tallone, Paolo Troubetzkoy | | 11.09.2022–31.12.2023 |
| Dominique Koch. Moving Knots Across Strings. Bally Artist Award 2022                  | Dominique Koch | | 10.09–02.10.2022      |
| Una raccolta d’arte moderna italiana. Carrà, Campigli, Manzù, Rosai, Scipione, Sironi | Carlo Carrà, Massimo Campigli, Giacomo Manzù, Ottone Rosai, Scipione e Mario Sironi | Collaborazione con la Fondazione Musei Civici di Venezia                                                                                            | 22.05.2022–29.01.2023 |
| James Barnor: Accra/London – A Retrospective                                          | James Barnor | In collaborazione con Serpentine, Londra | 13.03–31.07.2022      |
| Antonio Ciseri                                                                        | Antonio Ciseri | | 03.10.2021–01.05.2022 |
| Plattform21                                                                           | Lara Dâmaso, Adji Dieye, Samuel Haitz, Roman Selim Khereddine, Anita Mucolli, Angeles Rodrigues, Riccardo Sala, Sina Schöpf, Marco Simao, Ştefan Tănase, Kelly Tissot e Romane de Watteville. La giuria e l’organizzazione di Plattform21 è composta da: Marlene Bürgi, Martin Genton, Julie Marmet, Giada Olivotto, Noemi Pfister e Colin Raynal | Istituito da Charlotte Matter, Andreas Mattle e Reto Thüring                                                                                        | 22.08–05.09.2021      |
| Salvatore Vitale. Displaying Security. Premio Artista Bally dell’Anno 2020            | Salvatore Vitale | | 06.06–18.07.2021      |
| Il Giardino delle delizie                                                             | Hieronymus Bosch (copia d'epoca) | | 23.05–08.08.2021      |
| Luigi Pericle. Ad astra                                                               | Luigi Pericle | Carole Haensler in collaborazione con Laura Pomari. In collaborazione con Museo di Villa dei Cedri di Bellinzona                                    | 18.04–05.09.2021      |
| Marta Margnetti e improvvisamente scossa da una forza. Premio Manor Ticino 2020       | Marta Margnetti | | 28.11.2020–21.03.2021 |
| Gabriela Maria Müller. Anima naturae. Premio Artista Bally dell’Anno 2019             | Gabriela Maria Müller | | 25.09–01.11.2020      |
| Vincenzo Vicari fotografo. Il Ticino che cambia                                       | Vincenzo Vicari | Damiano Robbiani. In collaborazione con la Divisione Cultura della Città di Lugano e in collaborazione con l’Archivio storico della Città di Lugano | 29.08.2020–25.04.2021 |
| Shunk-Kender. L’arte attraverso l’obiettivo (1957-1983)                               | | Julie Jones, Chloé Goualc’h, Stéphanie Rivoire. Concepita e realizzata dal Centre Pompidou di Parigi                                                | 01.03–20.09.2020      |
| Palazzo Reali. Una nuova sede per il MASI                                             | Jean Arp, Edoardo Berta, Filippo Boldini, Paul Camenisch, Carlo Carrà, Felice Casorati, Antonio Chiattone, Antonio Ciseri, Carlo Crivelli, Lux Feininger, Conrad Felixmüller, Adolfo Feragutti Visconti, Achille Funi, Fritz Glarner, Florence Henri, Ferdinand Hodler, Angelika Kauffmann, Maestro di Lonigo, Carlo Agostino Meletta, Francesco Messina, Pier Francesco Mola, Werner Neuhaus, Amédée Ozenfrant, Marco Palmezzano, Giuseppe Antonio Petrini, Gaetano Previati, Hans Richter, Antonio Rinaldi, Giovanni Pietro Rizzoli, Tommaso Rodari, Niele Toroni, Christian Rohlfs, Mariano d’Agnolo Romanelli, Luigi Rossi, Xanti Schawinsky, Hermann Scherer, Wilhelm Schmid, Marco Scorti, Giovanni Serodine, Mario Sironi, Massimo Stanzione, Sophie Taeuber-Arp, Luigi Vassalli, Vincenzo Vela | Cristina Sonderegger | 13.12.2019–29.02.2020 |
| Sissi. Un’imperatrice a Lugano                                                        | | | 01.05–13.05.2018      |
| Armand Schulthess. Il giardino enciclopedico                                          | Armand Schulthess | Lucienne Peiry | 19.03–19.06.2016      |
| Che c’è di nuovo? Uno sguardo sulla scena artistica emergente in Ticino               | | Elio Schenini | 19.03–19.06.2016      |
| Giona Bernardi. La trilogia del mare e altre storie                                   | Giona Bernardi | Elio Schenini | 26.03–19.06.2016      |
| Roberto Donetta                                                                       | Roberto Donetta | Gianfranco Ragno | 20.11.2015–20.03.2016 |
| In Ticino. Presenze d’arte nella Svizzera italiana 1840-1960                          | | Marco Franciolli, Cristina Brazzola e Cristina Sonderegger                                                                                          | 12.09.2015–28.02.2016 |
| Renzo Ferrari. Visioni Nomadi                                                         | Renzo Ferrari | Antonia Nessi e Cristina Sonderegger. In collaborazione con il Musée d’Art et d’Histoire di Neuchâtel                                               | 16.05–02.08.2015      |

#### Esposizioni della Collezione Giancarlo e Danna Olgiati
Anche la Collezione Giancarlo e Danna Olgiati è oggetto di esposizioni che hanno sede in Riva Caccia 1, un edificio di fianco al LAC. La collezione è stata oggetto dell'esposizione Noi e il MASI. Donazione Giancarlo e Danna Olgiati organizzata all'interno del LAC nel 2018 (22.04–29.07.2018).
| Titolo                                                    | Artista | Curatela                                                      | Data                  |
| Pietro Roccasalva. Chi è che ride                         | Pietro Roccasalva |                                                               | 18.09–18.12.2022      |
| Vedo Rosso                                                | |                                                               | 26.03–12.06.2022      |
| “TERRE” dalla Collezione Olgiati                          | Tra i quali Zoran Mušič, Enrico Prampolini, Eliseo Mattiacci e Anselm Kiefer |                                                               | 27.03–06.06.2021      |
| What’s New?                                               | Stefano Arienti, Francesco Arena, Gabriele Basilico, Irma Blank, Huma Bhabha, Piero Dorazio, Jimmie Durham, Natalia Goncharova, Wade Guyton, Mona Hatoum, Luisa Lambri, Francesco Lo Savio, Filippo Tommaso Marinetti, Fausto Melotti, Ana Mendieta, Zoran Mušič, Shirin Neshat, Henrik Olesen, Gabriel Orozco, Damian Ortega, Alessandro Piangiamore, Nathlie Provosty, Gerhard Richter, Pietro Roccasalva, Remo Salvadori, Rudolf Stingel, Niele Toroni, Andro Wekua, Franz West |                                                               | 19.09–13.12.2020      |
| Marisa Merz. Geometrie sconnesse palpiti geometrici       | Marisa Merz | Beatrice Merz e in collaborazione con Fondazione Merz         | 20.09.2019-12.01.2020 |
| Nature is what we see. A Collection in Progress           | Vincenzo Agnetti, Harold Ancart, Tauba Auerbach, Nairy Baghramian, Roberto Cuoghi, Enrico David, Michael Dean, Jean Dubuffet, Günther Förg, Roni Horn, Jannis Kounellis, Leoncillo, Markus Lüpertz, Mario Merz, Pino Pascali, Giuseppe Penone, Alessandro Piangiamore, Seth Price, Markus Raetz, Ugo Rondinone, Sterling Ruby, Remo Salvadori, Salvatore Scarpitta, Garth Weiser, Christopher Wool |                                                               | 29.03-16.06.2019      |
| How Evil Is Pop Art? New European Realism 1959-1966       | | Tobia Bezzola                                                 | 23.09.2018–06.01.2019 |
| A Collection in Progress                                  | Carla Accardi, Giovanni Anselmo, Arman, Tauba Auerbach, Giacomo Balla, Rosa Barba, Irma Blank, Alighiero Boetti, Carol Bove/ Sophie Calle, Pier Paolo Calzolari, Christo, Ettore Colla, Gino De Dominicis, Fortunato Depero, Piero Dorazio, Jimmie Durham, Luciano Fabro, Lucio Fontana, Marco Gastini, Anthony Gormley, Mark Grotjahn, Wade Guyton, Guyton-Walker, Anish Kapoor,Anselm Kiefer, Jannis Kounellis, Yves Klein, Alberto Magnelli, Piero Manzoni, Conrad Marca Relli, Mario Merz, Marisa Merz, Giulio Paolini, Giuseppe Penone, Gianni Piacentino, Michelangelo Pistoletto, Enrico Prampolini, Seth Price, R.H. Quaytman, Walid Raad, Pietro Roccasalva, Tim Rollins and K.O.S., Pamela Rosenkranz, Sterling Ruby, Salvatore Scarpitta, Mario Schifano, Markus Schinwald, Rudolf Stingel, Jan Schoonhoven, Wolfgang Tillmans, Giulio Turcato, Günther Uecker, Emilio Vedova, Francesco Vezzoli, Not Vital, Danh Vo, Kelley Walker, Paloma Varga Weisz, Christopher Wool, Gilberto Zorio |                                                               | 18.03–27.05.2018      |
| Livio Bernasconi / Carol Bove. Two Swiss American Artists | Livio Bernasconi e Carol Bove | Danna Olgiati. Organizzazione Bettina Della Casa, MASI Lugano | 30.09–10.12.2017      |
| Torino 1966–1973                                          | Giovanni Anselmo, Alighiero Boetti, Pier Paolo Calzolari, Luciano Fabro, Piero Gilardi, Mario Merz, Marisa Merz, Aldo Mondino, Giulio Paolini, Giuseppe Penone, Gianni Piacentino, Michelangelo Pistoletto, Emilio Prini, Salvo e Gilberto Zorio | Bettina Della Casa                                            | 09.04–23.07.2017      |
| Ilya & Emilia Kabakov. The Kabakovs and the Avant-Gardes  | Giacomo Balla, Umberto Boccioni, Fortunato Depero, Alexandra Exter, Natalija Gončarova, Vassilij Kandinskij, Michail Larionov, Fernand Léger, Kazimir Malevič, Filippo Tommaso Marinetti, Michail Matjusin, Michail Menkov, Ljubov Popova, Enrico Prampolini, Aleksandr Rodčenko, Olga Rozanova, Luigi Russolo, Kurt Schwitters, Gino Severini, Mario Sironi, Ardengo Soffici, Varvara Stepanova | Ilya & Emilia Kabakov                                         | 18.09.2016–08.01.2017 |
| Sulla Croce                                               | Alberto Burri, Ludovico Carracci, Giovanni Antonio Felice Orelli, Medardo Rosso, Lucio Fontana, Marino Marini, Yves Klein, Jannis Kounellis, Roberto Ciaccio, Paloma Varga Weisz, Adrian Paci | Danna Olgiati                                                 | 18.03–29.05.2016      |
| Teatro di Mnemosine. Giulio Paolini d’après Watteau       | Giulio Paolini | Bettina Della Casa                                            | 12.09.2015–10.01.2016 |

### Visitatori
Nella sua costituzione nel 2015, l'obiettivo di pubblico del MASI è di 80'000 visitatori. La stima si basa su un confronto e un posizionamento del museo rispetto ad altri musei svizzeri, analizzati in base alle statistiche del 2012 che ne indicano visitatori e budget. Rispetto a visitatori e budget il MASI "risulterà quindi essere una realtà analoga al Kunstmuseum di Berna" (8,3 milioni di budget, 85'000 visitatori). Il MASI viene inoltre confrontato con la Fondation Bayeler (20 milioni, 400'000 visitatori), Fondation Gianadda, Kunsthaus Zürich (19,3 milioni, 300'000 visitatori), Kunstmuseum Basel, Zentrum Paul Klee, Musée d'art e d'histoire Genève, Museum Tinguely e Kunstmuseum Winterthu (3 milioni di budget, 20'000 visitatori). Il museo nasce con l'obiettivo di coinvolgere il pubblico locale, rafforzando al contempo la sua attrattiva sul piano nazionale e internazionale.
| Visitatori in cifre                               | 2016    | 2017   | 2018    | 2019   | 2020   | 2021   |
| ------------------------------------------------- | ------- | ------ | ------- | ------ | ------ | ------ |
| Visitatori complessivi                            | 104'462 | 62'876 | 117'930 | 86'557 | 32'986 | 49'864 |
| Sede del LAC                                      |         |        | 109'519 | 79'866 | 20'959 | 34'981 |
| Palazzo Reali                                     |         |        | nn      | 1'380  | 10'039 | 7'947  |
| Biglietti combinati per le due sedi espositive    |         |        | nn      | nn     | nn     | 2'578  |
| Collezione Giancarlo e Danna Oligiati             |         |        | 8'411   | 5'311  | 1'988  | 4'358  |
| Percentuale di visitatori dal Ticino              | 35%     | 33%    | 33%     | 30%    | 31%    | 29%    |
| Percentuale di visitatori dalla Svizzera tedesca  | 30%     | 33%    | 34%     | 36%    | 35%    | 42%    |
| Percentuale di visitatori dalla Svizzera francese | 30%     | 33%    | 34%     | 7%     | 13%    | 15%    |
| Percentuale di visitatori dall'Italia             | 20%     | 16%    | 18%     | 12%    | 9%     | 5%     |
| Percentuale di visitatori dalla Germania          | 15%     | 4%     | 5%      | 4%     | 5%     | 4%     |
| Percentuale altro                                 | 15%     | 13%    | 12%     | 10%    | 7%     | 5%     |

| Attività di comunicazione e marketing                         | 2015 | 2016   | 2017   | 2018    | 2019           | 2020    | 2021    |
| ------------------------------------------------------------- | ---- | ------ | ------ | ------- | -------------- | ------- | ------- |
| Articoli complessivi in Svizzera                              | 429  | 945    | 350    | 504     | 411            | 248     | 229     |
| Articoli complessivi in Italia                                | 429  | 945    | 450    | 404     | 545            | 768     | 877     |
| Giornalisti accolti                                           |      | 270    | 640    | 1'054   | 837            | 500     | 320     |
| Visite stampa organizzate                                     |      |        | nn     | nn      | 52             | nn      | nn      |
| Ricerche google                                               |      |        |        | 600'000 | 549'596        | 182'320 | 179'706 |
| Milioni di visualizzazioni video Instagram, Facebook, Youtube |      |        | 17'446 | 1.8     | 2.88           | 856'267 | nn      |
| Condivisioni Instagram e Facebook                             |      |        | 1'884  | 3'093   | 5'029          | 1'908   | 1'125   |
| Facebook likes                                                |      |        |        |         | nn             | 20'398  | 20'174  |
| Facebook Fans                                                 |      | 12'780 | 16'486 | 17'592  | 19'510 (+11%)  | nn      | nn      |
| Instagram followers                                           |      |        |        | 4'000   | 10'236 (+156%) | 12'600  | 14'857  |
| Reazioni su Facebook e Instagram                              |      | 18'700 | 12'450 | 17'197  | 37'749         | 19'478  | 29'334  |
| Click generati dalle campagne                                 |      |        |        | 200'000 | 348'907        | 193'757 | 41'927  |
| Newsletter MASI iscritti                                      |      | 4'000  |        |         |                |         |         |

#### Mediazione culturale
Le esposizioni sono accompagnate da attività di mediazione culturale, da una attenzione al tema dell'accessibilità.
| Attività di mediazione culturale                                                       | 2016   | 2017  | 2018   | 2019   | 2020  | 2021  |
| -------------------------------------------------------------------------------------- | ------ | ----- | ------ | ------ | ----- | ----- |
| Attività di mediazione culturale e visite guidate                                      |        |       | 1'275  | 665    | 274   | 404   |
| Numero complessivo di beneficiari di attività di mediazione culturale e visite guidate | 33'700 | 9'462 | 24'600 | 12'030 | 3'700 | 6'778 |
| Scuole ospitate                                                                        | 225    | 274   | 636    | 320    | 95    | 227   |
| Partecipanti coinvolti attraverso le scuole                                            | 4'600  |       | 14'600 | 6'236  | 1'650 | 4'208 |
| Gruppi                                                                                 | 470    |       | 54     | 63     | 22    | 18    |
| Partecipanti per attività legate all'accessibilità                                     |        |       | 500    | 700    | 220   | 246   |
| Attività LACedu per singoli visitatori                                                 |        | 92    | nn     | nn     | nn    | nn    |

## Finanziamenti e spese
Le risorse del MASI sono costituite dai contributi degli enti fondatori regolati da specifiche convenzioni (Catone Ticino e Città di Lugano) e da introiti derivati da sponsorizzazioni, donazioni, contributi di fondazioni, associazioni e privati e vendita di biglietti, cataloghi e merchandising. La proprietà di immobili e infrastrutture è a disposizione a titolo gratuito da parte della città di Lugano.